# Поповский, Панче
Панче «Максе» Поповский (макед. Панче Максе Поповски; 1924, Гостивар — конец июля 1944, Татар Елевцы) — югославский македонский партизан времён Народно-освободительной войны Югославии, Народный герой Югославии.

## Биография
Родился в 1924 году в Гостиваре в бедной семье. Окончил начальную школу Гостивара, два класса гимназии в Скопье и третий класс в Нише, там же вступил в революционное молодёжное движение. Войну встретил в Гостиваре, в своём доме организовал штаб коммунистического движения. В начале 1942 года принят в Коммунистическую партию Югославии, а также в Гостиварский городской комитет КПЮ. Часто совершал походы в деревни с целью вербовки молодёжи в партизанские ряды.
В августе 1943 года Поповский был зачислен в 1-ю македонско-косовскую пролетарскую ударную бригаду. Участвовал в конце 1943 года в боях за Дебарцы. Был делегатом на Первом съезде Антифашистской молодёжи Македонии (22 декабря 1943, Фуштани), выступал с речью о скором освобождении страны.
Весной 1944 года с 1-й македонско-косовской бригадой вернулся в Дебарцы. Во время формирования 1-й македонской бригады 8 июля 1944 был назначен заместителем политрука в батальоне. В конце того же месяца в битве за Дебар погиб от взрыва гранаты в селе Татар Елевцы.
9 октября 1953 посмертно награждён званием Народного героя Югославии.